# Джмелиний провулок
Джмелиний прову́лок — провулок у Дарницькому районі міста Києва, селище Бортничі. Пролягає від безіменного проїзду, що сполучає вулицю Крилова та 1-й Левадний провулок до кінця забудови.

## Історія
Виник у 2010-х під назвою 2-й провулок Крилова.
Сучасна назва, що походить від джмелів (продовжує традицію називати вулиці селища на честь медоносної справи та комах) — з 2023 року.